# Mussy-sous-Dun
Mussy-sous-Dun ist eine französische Gemeinde mit 330 Einwohnern (Stand: 1. Januar 2022) im Département Saône-et-Loire in der Region Bourgogne-Franche-Comté. Sie gehört zum Arrondissement Charolles und zum Gemeindeverband Communauté de communes Brionnais Sud Bourgogne. Die Bewohner werden Mussiats und Mussiates genannt.

## Geografie
Mussy-sous-Dun liegt etwa 55 Kilometer westsüdwestlich von Mâcon in den Hügellandschaften von Brionnais und Charolais am namengebenden Fluss Mussy. Nachbargemeinden von Mussy-sous-Dun sind Varennes-sous-Dun im Norden, Saint-Racho im Nordosten, Anglure-sous-Dun im Osten, Chauffailles im Süden sowie Chassigny-sous-Dun im Westen.

## Bevölkerungsentwicklung
| Jahr                      | 1962 | 1968 | 1975 | 1982 | 1990 | 1999 | 2006 | 2011 | 2016 |
| Einwohner                 | 354  | 325  | 283  | 303  | 297  | 354  | 370  | 363  | 348  |
| Quelle: Cassini und INSEE |      |      |      |      |      |      |      |      |      |

## Sehenswürdigkeiten
- Kirche Saint-Austrégésile mit Teilen aus dem 12. Jahrhundert, im 19. Jahrhundert fast völlig neu gebaut
- Viaduc de Mussy: eine 561 Meter lange und 60 Meter hohe, im Jahre 1895 errichtete Eisenbahnbrücke, seit 1984 als Monument historique eingeschrieben

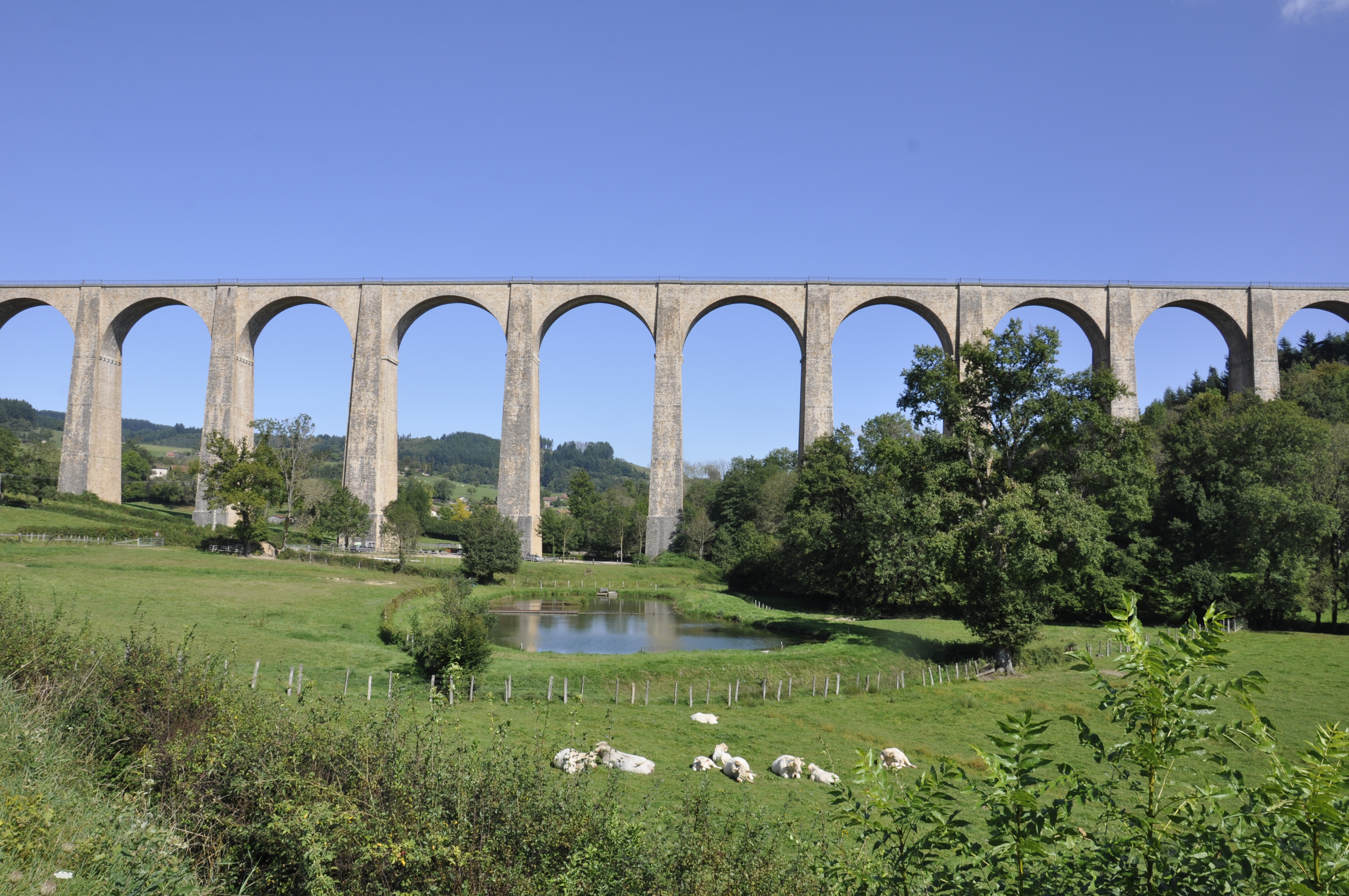
Eisenbahnbrücke von Mussy

## Belege
1. ↑  Mussy-sous-Dun auf cassini.ehess.fr
2. ↑  Mussy-sous-Dun auf insee.fr